# Muriel McQueen Fergusson
Pour les articles homonymes, voir McQueen.
Muriel McQueen Fergusson, née le 26 mai 1899 à Shédiac et morte le 11 avril 1997, est une femme d'État canadienne. Elle est nommée au Sénat le 19 avril 1953 et occupe ce poste jusqu'en 1975. Du 14 décembre 1972 au 11 septembre 1974, elle est présidente du Sénat. Elle est la première femme à occuper un poste de présidence au Parlement canadien.